# Luossajávri (sjö i Finland)
Luossajavri är en sjö i Finland. Den ligger i kommunen Utsjoki i landskapet Lappland, i den norra delen av landet, 1 100 km norr om huvudstaden Helsingfors. Luossajavri ligger 185,9 meter över havet. Arean är 47,8 hektar och strandlinjen är 5,51 kilometer lång. Sjön  ingår i Tana älvs huvudavrinningsområde.   Omgivningarna runt Luossajavri är i huvudsak ett öppet busklandskap.